# Kristine Opolais
Kristine Opolais, latvijska sopranistica međunarodnoga ugleda, poznata po ulogama u Puccinijevim operama.
Solo pjevanje studirala je na Latvijskoj glazbenoj akademiji u Rigi, gdje i počinje karijeru u Latvijskoj nacionalnoj operi. Prvi značajniji međunarodni nastup ostvarila je u Berlinskoj državnoj operi 2006., nakon čega su slijedili nastupi u milanskoj La Scali i Bečkoj državnoj operi 2008. te Bavarskoj državnoj operi 2010. godine nastupivši u Dvořákovoj Rusalki.
Godine 2011. nastupila je u londonskoj Kraljevskoj operi u ulozi u Puccinijevoj Madama Butterfly. Dvije godine kasnije izvodila je arije iz opera Verdija i Čajkovskog u Kraljevskoj Albertovoj dvorani uz pratnju Birminghamskog orkestra. Prvonastup u Metropolitan operi ostvarila je 2014. kao Mimi iz La bohème, nakon čega je tri godine kasnije nastupala i u Rusalki.
Godine 2016. latvijski predsjednik odlikovao ju je Redom triju zvijezda za zasluge u promicanju Latvije u svijetu.

## Vanjske poveznice
- Službene stranice pri kristineopolais.com